# Prosopophora tingtunensis
Prosopophora tingtunensis är en insektsart som beskrevs av Borchsenius 1960. Prosopophora tingtunensis ingår i släktet Prosopophora och familjen Lecanodiaspididae. Inga underarter finns listade i Catalogue of Life.